# Trizonia (Insel)
Trizonia (griechisch Τριζόνια (n. pl.), Aussprache [triˈzɔnja]) ist eine kleine griechische Insel im Golf von Korinth. Verwaltungsmäßig gehört sie zur Gemeinde Dorida in der Region Mittelgriechenland mit (2011) 64 Einwohnern.

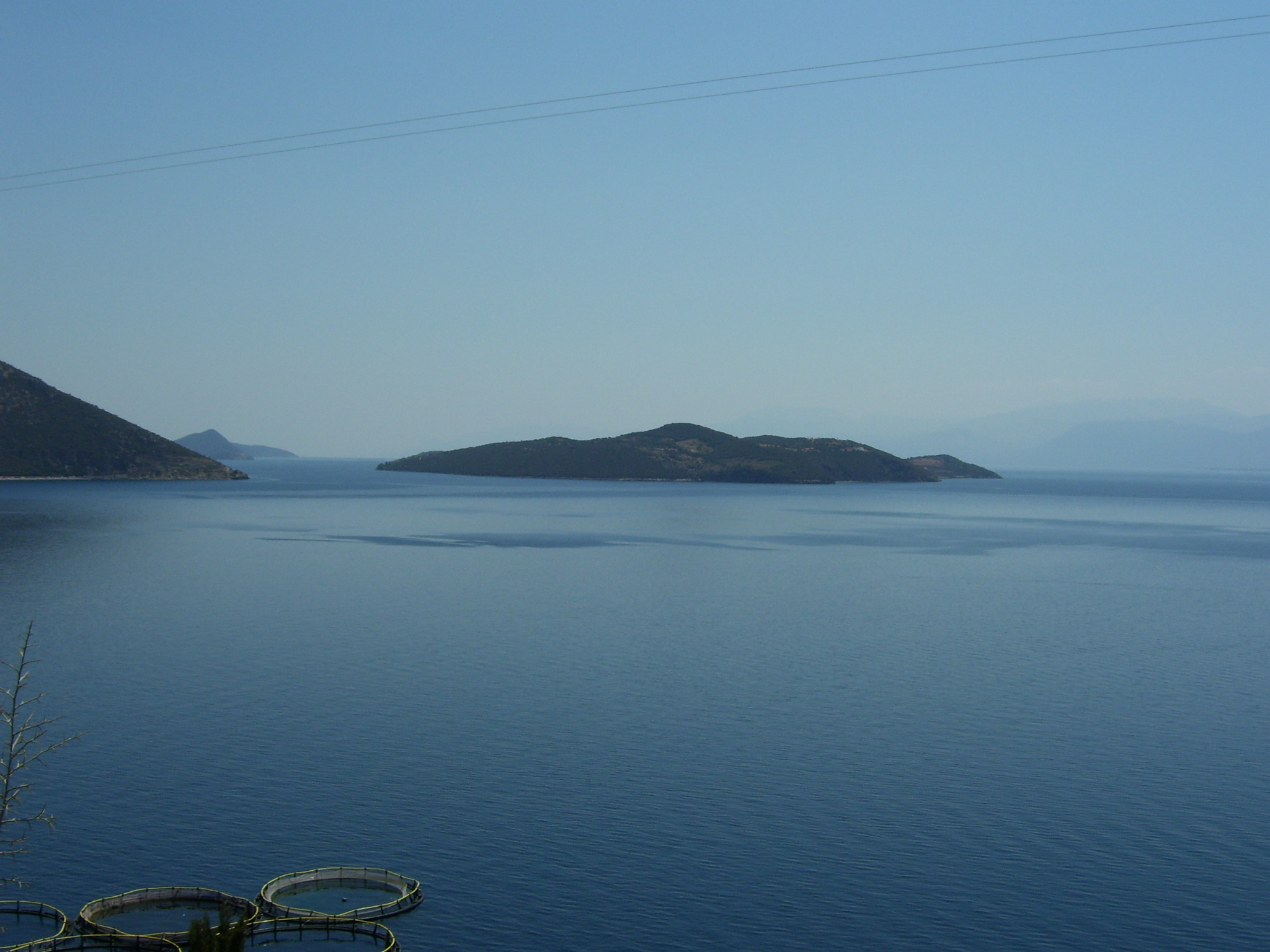
Blick auf Trizonia

Die Insel ist nur 600 Meter vom nördlichen Festland gelegen, etwa 13 km nördlich der gegenüberliegenden Küste der Peloponnes. Vom 37 km entfernten Patras ist die Insel über die Rio-Andirrio-Brücke zu erreichen. Die nächstgelegene Einkaufsstadt mit venezianischem Hafen und Festung Nafpaktos liegt in 25 km Entfernung, Galaxidi ist 35 km entfernt, Delphi 70 km.
In der Nähe liegen die unbewohnten Inselchen Agios Ioannis, Planemi und Prasoudi.
Eine natürliche, weitgehend geschlossene Bucht bildet einen sicheren Hafen, der mit neu errichteten Betonmolen für 150 Schiffe ausgelegt wurde. Zurzeit werden 10,- Euro Liegegebühren (40 Fuß Katamaran) erhoben. Ein malerisches kleines Fischerdorf mit einigen Tavernen, einem kleinen Hotel, einem kleinen Supermarkt und dem Jachtklub sowie einigen Ferienwohnungen schließt sich an.
Regelmäßige Wassertaxis verbinden Trizonia mit dem Festland bei Chania.